# Jakovljev Pchela
Jakovljev Pchela-1T je Ruska bespilotna letjelica koju proizvodi Jakovljev dizajnerski ured, a glavna namjena joj je izviđanje.

## Dizajn
Pchela se lansira s klizne platforme koja je uobičajeno smještena na nekom vozilu, a polijeće pomoću raketnih potisnika. Za slijetanje koristi padobran pomoću kojeg se polako spusti na tlo. Ima domet djelovanja od 60 km, može letjeti na visinama od 100-2500 m brzinom od 120-180 km. Maksimalna poletna težina je 138 kg a prema Jakovljevu, u zraku može ostati dva sata.
Pchele imaju i mogućnost koordiniranja topničke vatre, a mogu djelovati i u paru. 
Koristi se za snimanje neprijateljskog terena uživo te navođenje topničke vatre (uglavnom višecjevnih lansera Smerch) u sklopu lakog sustava napadanja i koordiniranja. Jedan potpuni terenski sustav uključuje: 
- Tehnološko vozilo temeljeno na URALu-4320,
- Transporter s mogućnošću postavljanja Pchela na lanser, temeljen na vozilu GAZ-66 te letjelice.
- Lansirno vozilo temeljeno na oklopnom vozilu BTR-D.

Uloga tehnološkog vozila je održavanje, servisiranje te prikupljanje podataka iz letjelice. Transporter se koristi za postavljanje letjelica na lanser, a istovremeno može transportirati te skladištiti 2 letjelice.
Jedna letjelica može obaviti 5 lansiranja nakon što se odnosi na servis te se povlači.

## Povijest

### Povijest razvoja
U 80-ima Jakovljev počinje na radovima bespilotne letjelice za Crvenu armiju. Prvi letovi su obavljeni 1983. a dozvola za početak proizvodnje dolazi 1985. te inačica Pchela-1M formalno ulazi u službu 1988.
No Pchela-1M nikada zapravo nije ušla u pravu službu te je već 1984. odlučeno da bude korištena za daljni razvoj, a nasljedila ju je poboljšana "Izdeliye 61" verzija koja u službu ulazi 1997. "Izdeliye 61" je kasnije dobila naziv Pchela-1T.

### Povijest korištenja
Pchela (1M) je prvi put korištena u Čečeniji 1995., gdje je imala ulogu označavanja meta za napadačke helikoptere Mil Mi-24; tijekom operacija je izgubljena jedan jedinica, no ne zbog djelovanja neprijateljske vatre, već zbog pogreške operatera. Ponovno je korištena u Čečeniji 1999. i 2000., no ovaj put bez gubitaka.
1997. nekoliko jedinica je prodano i kopnenoj vojsci Sjevrene Koreje.

## Tehničke karakteristike
Osnovne karakteristike
- dužina: 2,77 m
- površina krila: 3,23 m2

Letne karakteristike
- najveća brzina: 180 km/h
- ekonomska brzina: 120 km/h
- dolet: 60 km
- motor: 2 x raketni potisnik (polijetanje), 1 x klipni motor.